# ベルトランの仮説
ベルトランの仮説（英: Bertrand's postulate）とは、フランスの数学者ジョゼフ・ベルトランが1845年に発表した、
ベルトランの仮説 ― 任意の自然数 n に対して、n < p ≤ 2n を満たす素数 p が存在する
という命題である。
ベルトランの仮説 ― 任意の自然数 n に対して、n > 1 ならば n < p < 2n を満たす素数 p が存在する
ベルトランの仮説 ― 任意の自然数 n に対して、n > 3 ならば n < p < 2n − 2 を満たす素数 p が存在する
 とも言い換えられる。ベルトランはこの命題を 2 ≤ n ≤ 3000000 の場合に検証し、一般の場合についての予想として提出した。この命題は実際には1852年にチェビシェフによって証明されており、現在ではベルトラン＝チェビシェフの定理（英: Bertrand–Chebyshev theorem）、数論におけるチェビシェフの定理（英: Chebyshev's theorem）とも呼ばれている。

## 証明

### ガンマ関数を使った証明
最初に得られたチェビシェフによる証明はガンマ関数を使った高度なものであった。1919年にシュリニヴァーサ・ラマヌジャンは、ガンマ関数を用いて、チェビシェフの証明よりも簡単な証明を与えた。

### 初等的な証明
1932年にポール・エルデシュが高校生のときに初等的な証明を与えた。
一松信は、エルデシュによる初等的な証明をさらに解きほぐしたものを『数研通信』70号（2011年5月）に発表した。2013年5月には、より強い評価式による証明が発表された。2019年8月には、『数学セミナー』に同様な証明が掲載された。

#### 証明
その証明の概略は次の通りである。背理法による。
1. ある自然数 n を取ると、n < p ≤ 2n を満たす素数 p が存在しないと仮定する。
2. 2nCn を下と上から n の式で評価し、それを f(n) < 2nCn < g(n) とおく。
3. {\displaystyle y={\frac {\log x}{x}}} は x ≥ e で減少より、f(n) < g(n) は、幸いにもあまり大きくない数 n0 以上では成り立たないと確認される。
4. n < n0 のとき、n < p ≤ 2n を満たす p が存在することを確認する。
5. これらは矛盾。（証明終）

### 素数定理による証明
素数定理により、n が十分大きいときには n と 2n の間の素数の個数は n/log n に近いことが言え、特にベルトランの仮説によって保証されている1つの素数の存在よりもより強く、より多くの素数が n と 2n の間に存在していることが分かる。しかしここで素数定理をベルトランの仮説の証明に用いるためには、n と 2n の間の実際の素数の個数が n/log n からどれだけずれているのかを評価しなければならない。この評価を得ることは可能だが、証明は入り組んだものになるし、チェビシェフによるベルトランの仮説の証明は素数定理の証明よりも前に得られていた。

### ゴールドバッハの予想による証明
ゴールドバッハの予想を真と仮定すれば、ベルトランの仮説は簡単に示せる。
ゴールドバッハの予想 ― n > 2 に対し 2n と 2n + 2 は2つの素数の和として表せる。n が素数でないとき 2n の場合の2つのうち大きい方は、n より大きく 2n − 2 より小さい。n が素数のとき 2n + 2 の場合の2つのうち大きい方は、n + 1 より大きく 2n  より小さい。
この方向で次もいえる。n < p ≤ 2n を満たす素数 p が存在しないような正整数 n が存在する時、2n 以上の偶数は、2つの素数と13個の2の冪の和として表せない（上記から2つの素数の和として表せないのは自明であり、そこから導ける）。そして、2n と 2n + 2 は両方、4つの素数の和として表せない。逆に、2n と 2n + 2 が両方、5つ以上の素数の和としてしか表せないような正整数 n が存在する時、その5つ以上のうちの最大素数は n 以下である。

## 一般化
ポール・エルデシュはこの命題の一般化として次の命題を証明した。
「任意の自然数 k に対して、ある自然数 N を取ると、任意の自然数 n > N に対して、n と 2n の間に素数が少なくとも k 個存在する」　